# Rostkowo (powiat przasnyski)

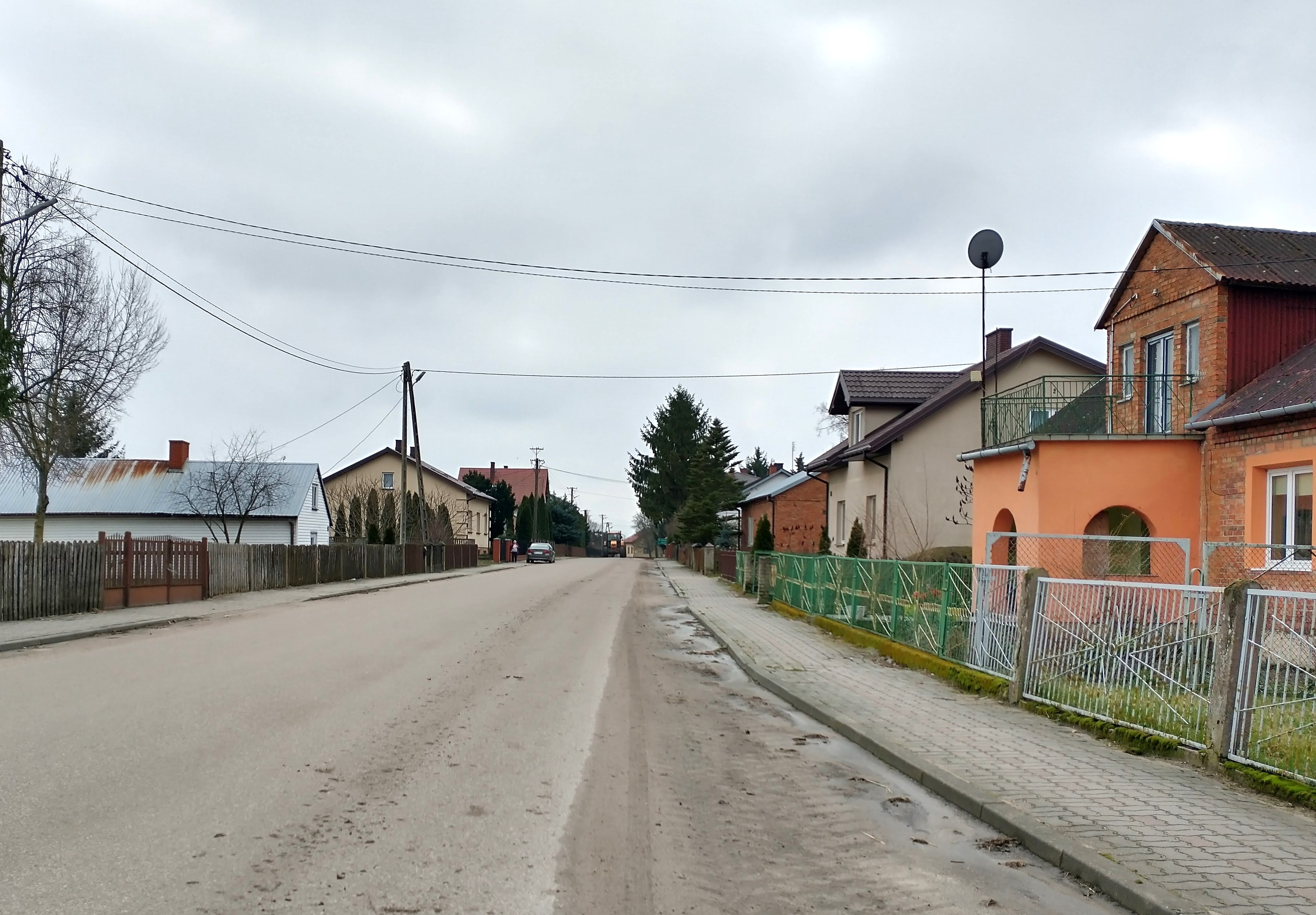
Zabudowa w centrum wsi

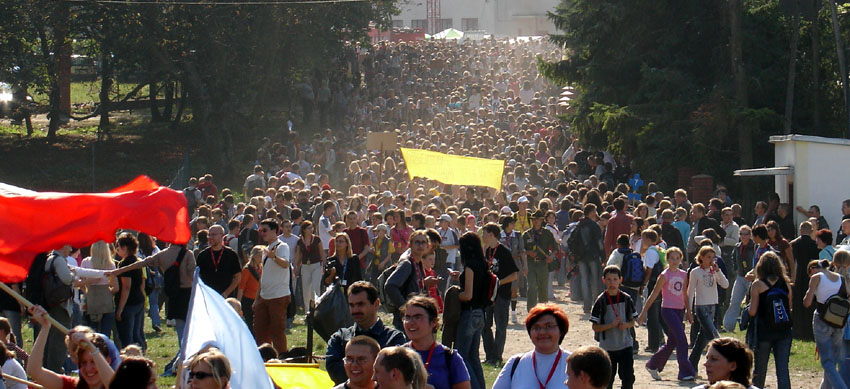
Pielgrzymi wchodzący do Rostkowa

Rostkowo – wieś w Polsce położona w województwie mazowieckim, w powiecie przasnyskim, w gminie Czernice Borowe. Ma status sołectwa.
Miejscowość jest siedzibą rzymskokatolickiej parafii św. Stanisława Kostki.
W latach 1975–1998 miejscowość należała administracyjnie do województwa ciechanowskiego.

## Historia wsi

### WiekXVI–XVIII
Jest to dawna siedziba rodu Kostków i miejsce urodzenia (w 1550 r.) Stanisława Kostki, słynnego z pobożności i ascetycznego życia młodzieńca, kanonizowanego. w 1714 r. przez Klemensa XI.

### WiekXIX–XX
Dobra Rostkowo w 1594 r. zostały nabyte przez Zielińskich i do 1831 r. były w ręku tej rodziny.
W 1836 r. zostały sprzedane przez licytację. Wkrótce po kanonizacji św. Stanisława Kostki dziedzic Rostkowa, Józef Zieliński, wzniósł kościół drewniany o dwu wieżach, kryty dachówką.
W wieku XIX miejscowość opisano jako Rostkowo. W roku 1870 miał 30 domów i 389 mieszkańców.
Obsługiwany przez jezuitów kościół stanowił filię parafii Przasnysz, a po ich kasacie mieszkał tu świecki kapelan. W 1820 r. wskutek zrujnowania budowli kościół został zapieczętowany, a przybory kościelne przeniesiono do Przasnysza. W 1860 r. walący się już budynek został rozebrany.
W latach 1895–1900 wzniesiono ze składek społecznych, na miejscu stojącego tu uprzednio drewnianego kościoła, murowaną, neogotycką świątynię pw. św. Stanisława Kostki.

### Czasy współczesne
Rostkowo posiada własną jednostkę Ochotniczej Straży Pożarnej, szkołę.

## Historia patrona

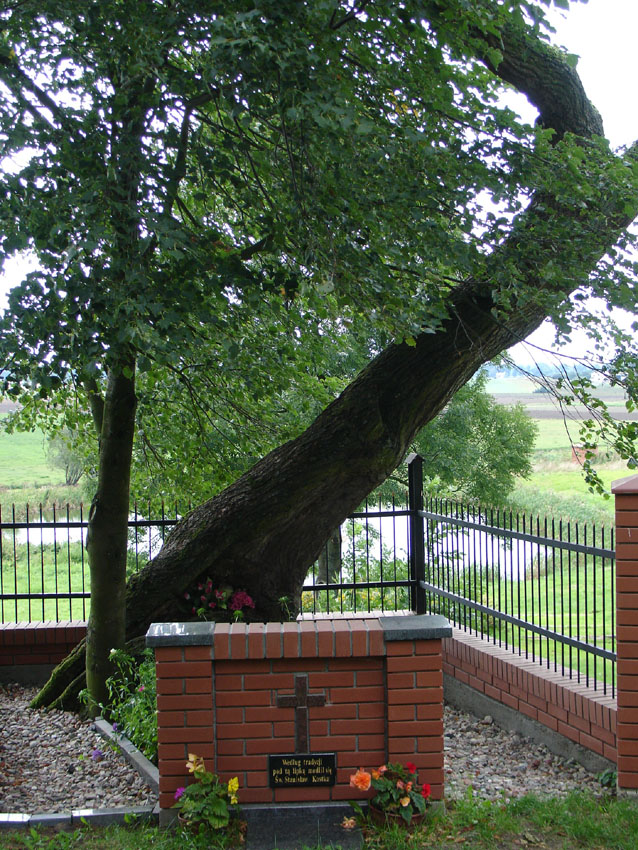
Lipa św. Stanisława Kostki
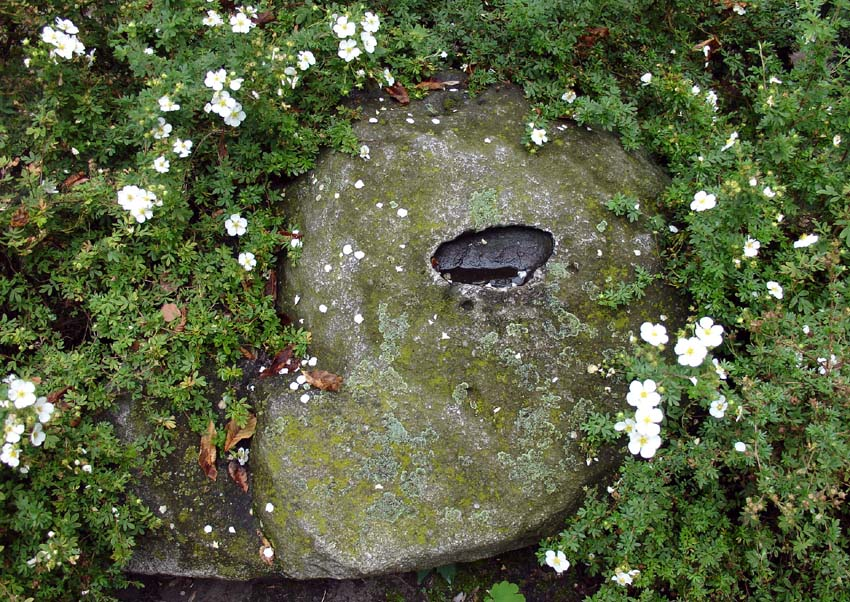
Według tradycji – odcisk stopy św. Stanisława Kostki
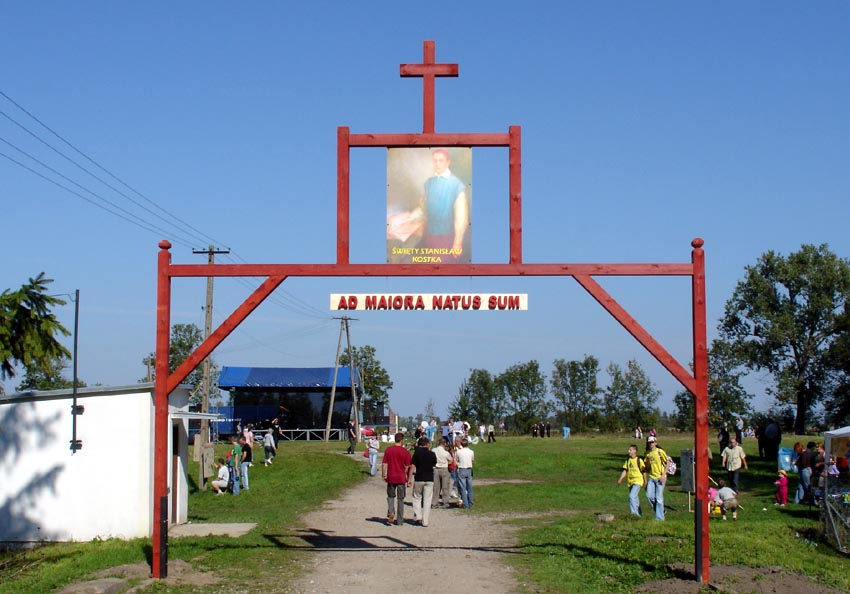
Brama św. Stanisława

W 1550 urodził się tu i spędził w miejscowym dworku dzieciństwo św. Stanisław Kostka, patron dzieci i młodzieży. W 1926 do kościoła sprowadzone zostały z Rzymu relikwie św. Stanisława. Była to uroczystość o zasięgu ogólnopolskim.

### 400 lecie śmierci Stanisława Kostki
19 i 20 sierpnia 1967 w Przasnyszu i Rostkowie odbywała się polska część uroczystości 400-lecia śmierci św. Stanisława z udziałem prymasa Stefana Wyszyńskiego i kardynała Karola Wojtyły.
W uroczystościach wzięło udział 35 biskupów. Jak podaje Kronika parafialna, zgromadziło się wtedy w Rostkowie ok. 50 000 wiernych. Biskup Płocki Bogdan Sikorski ogłosił wówczas, że papież Paweł VI, 15 maja 1967 r. ustanowił św. Stanisława Kostkę, obok św. Stanisława biskupa i męczennika, głównym patronem diecezji płockiej. Erygowano wtedy w Rostkowie parafię św. Stanisława Kostki.

### 250 rocznica kanonizacji
Rok 1977, w 250. rocznicę kanonizacji św. Stanisława został ogłoszony w diecezji płockiej jako Rok Stanisławowski, w celu przybliżenia młodzieży postaci świętego. Miejsca uświęcone życiem św. Stanisława Kostki zaczęły stawać się miejscami pielgrzymkowymi. Z początku pielgrzymki te miały charakter prywatny. Rok 1983 przyniósł zmianę. Wtedy to, z inicjatywy duszpasterzy przasnyskich, a zwłaszcza ks. Janusza Cegłowskiego, zorganizowana została pielgrzymka młodzieży z Przasnysza do Rostkowa. Wzięła w niej licznie udział młodzież z całej diecezji – pielgrzymowało ok. 1500 osób. Pielgrzymkę zakończono Mszą świętą, podczas której kazanie wygłosił ks. Stanisław Bońkowski, ówczesny ojciec duchowny Wyższego Seminarium Duchownego w Płocku. Po Mszy św. konferencję do zgromadzonej młodzieży wygłosił ks. Roman Marcinkowski, ówczesny dyrektor Wydziału Katechetycznego, późniejszy biskup pomocniczy diecezji płockiej.

### Tradycja pielgrzymek
Od tego czasu datuje się nieprzerwana tradycja pielgrzymek dzieci i młodzieży z Przasnysza do Rostkowa. Corocznie, w sobotę po uroczystości św. Stanisława Kostki (18 września), gromadzi ona dużą liczbę uczestników. Od Roku Jubileuszowego 2000 pielgrzymka znacznie się rozrosła i przybrała postać masową. Przybywają na nią również pielgrzymi z diecezji sąsiednich, głównie łomżyńskiej, warmińskiej i toruńskiej. Wszyscy uczestnicy pielgrzymki gromadzą się najpierw w Przasnyszu, gdzie uczestniczą we Mszy świętej sprawowanej przeważnie przez Biskupa płockiego lub biskupa pomocniczego, a następnie pieszo przemierzają drogę do Rostkowa podzieleni na kilkanaście grup. W Rostkowie przechodzą przez Bramę św. Stanisława i gromadzą się na placu. Tam zazwyczaj ma miejsce koncert ewangelizacyjny lub festyn o charakterze religijnym. Organizatorem pielgrzymek jest Wydział Duszpasterski Kurii Diecezjalnej Płockiej oraz dekanalni duszpasterze młodzieży.
W 2007 r. odbyła się XXV Jubileuszowa pielgrzymka, podczas której młodzież odkrywała na nowo treść życiowej dewizy św. Stanisława Ad maiora natus sum – do wyższych rzeczy jestem stworzony.
W 2000 r. w budynku przy wjeździe na teren kościelny zorganizowana została Galeria św. Stanisława Kostki, w której zgromadzono przedmioty związane z kultem Świętego – obrazy, rzeźby, fotografie, pamiątki z pielgrzymek, pocztówki i wydawnictwa. We wrześniu 2004 r. galeria wzbogaciła się o salę wystaw czasowych. Obok szkoły, mieszczącej się w dawnym dworze, powstaje tzw. Park Dydaktyczny z aleją pomników osób zasłużonych w skali kraju i regionu, związanych z terenami gminy Czernice Borowe. Do tej pory stanęły tu pomniki: Stanisława Żórawskiego, Tadeusza Kicińskiego, Mikołaja Dzierzgowskiego, Stanisława Chełchowskiego, Jadwigi Milewskiej i Kazimierza Chełchowskiego. Autorem wszystkich monumentów jest Jan Stępkowski – rzeźbiarz ze Strzegowa. 25 kwietnia 2010 na terenie sanktuarium zasadzono dąb upamiętniający Lecha Kaczyńskiego i odsłonięto kolejny pomnik w Parku Dydaktycznym, tym razem rotmistrza Adama Bartosiewicza, ofiary Zbrodni Katyńskiej.